# معركة مانياكي
اندلعت معركة مانياكي في 20 مايو 1825 في مانياكي باليونان (على التلال شرق غارغاليانوي) بين القوات المصرية العثمانية بقيادة إبراهيم محمد علي باشا والقوات اليونانية بقيادة بابافليس.
انتهت المعركة بانتصار مصري، قُتل خلاله القائدان اليونانيان، غريغوريوس بابافليساس وبييروس فويديس، أثناء القتال.

## المعركة
بعد الهزيمة اليونانية في سفاكتيريا وسقوط نيوكاسترو، قرر بابافليس بنفسه صد المصريين بقوة قوامها 3000 جندي يوناني، سار بابافليس جنوبًا لمهاجمة إبراهيم واختار وضع قواته بالقرب من جبل ماليا من أجل الحصول على منظر لائق للسهل بالقرب من نافارينو. من هذا الموقف الراسخ، انتظر بابافليس قوات إبراهيم، على الرغم من عدم امتلاكه للجودة العسكرية. خلال ليلة 19-20 مايو، هجر العديد من اليونانيين من صفوف بابافليس بعد رؤية جيوش إبراهيم الهائلة. فقط نصف القوات اليونانية بقيت في مواقعها مع بابافليس وبييروس فويديس.
تقدم إبراهيم شخصيًا نحو الموقف اليوناني وقاد قوة تزيد عن 6000 جندي. (يصف فيليبس القوة المصرية بأنها «لا تعد ولا تحصى»). قدم بابافليس خطابًا بليغًا عزز الروح المعنوية لبقية اليونانيين الذين قرروا البقاء والقتال. عندما هاجم المصريون في جيش إبراهيم، احتفظ اليونانيون بمواقعهم بقوة لكنهم في النهاية غمروا. في النهاية، لقي جزء كبير من اليونانيين المتبقين، من 800 أو 1000 رجل، بمن فيهم بابافليس وأربعمائة مصري، حتفهم في أعقاب المعركة. تم انتشال رأس وجسد بابافليس ووضعت في وضع مستقيم على عمود؛ ليس في العار، ولكن كعلامة احترام لعدو شجاع. ويقال إن إبراهيم قبَّل رأسه وقال: «لو كان كل اليونانيين مثله لما تحملت مسؤولية هذه الحملة».

## التداعيات
على الرغم من هزيمة بابافليس، ساعدت المعركة نفسها على تغيير وتقوية الروح المعنوية المتدهورة لليونانيين الآخرين الذين ساهموا في حركة الاستقلال.